# Phaeostigma (Aegeoraphidia) noane
Phaeostigma (Aegeoraphidia) noane is een kameelhalsvliegensoort uit de familie van de Raphidiidae. De soort komt voor in Turkije.
Phaeostigma (Aegeoraphidia) noane werd voor het eerst wetenschappelijk beschreven door H. Aspöck & U. Aspöck in 1966.